# إيفا هوراكوفا
إيفا هوراكوفا (بالتشيكية: Eva Horáková)‏ مواليد 3 ديسمبر 1972 في براغ، هي لاعبة كرة سلة تشيكية. بدأت مسيرتها الاحترافية في سنة 1997. تم اختيارها من قبل فريق كليفلاند روكرز خلال الدرافت. وتحمل الرقم 6. يبلغ طولها 6 قدم 3 بوصة (1.9 م). مثلت منتخب بلادها. شاركت في دورة الألعاب الأولمبية الصيفية سنة 1992. اعتزلت اللعب في 2001.

## روابط خارجية
- إيفا هوراكوفا على موقع الاتحاد الدولي لكرة السلة (الإنجليزية)
- إيفا هوراكوفا على موقع الاتحاد الوطني لكرة السلة النسائية (الإنجليزية)
- إيفا هوراكوفا على موقع كرة السلة الأوروبية.كوم (الإنجليزية)
- إيفا هوراكوفا على موقع بروبوليرز (الإنجليزية)
- إيفا هوراكوفا على موقع سبورتس رفرنس (الإنجليزية)
- إيفا هوراكوفا على موقع سبورتس رفرنس (الإنجليزية)
- إيفا هوراكوفا على موقع أوليمبيديا (الإنجليزية)
- إيفا هوراكوفا على موقع اللجنة الأولمبية التشيكية (التشيكية)